# Behind Office Doors

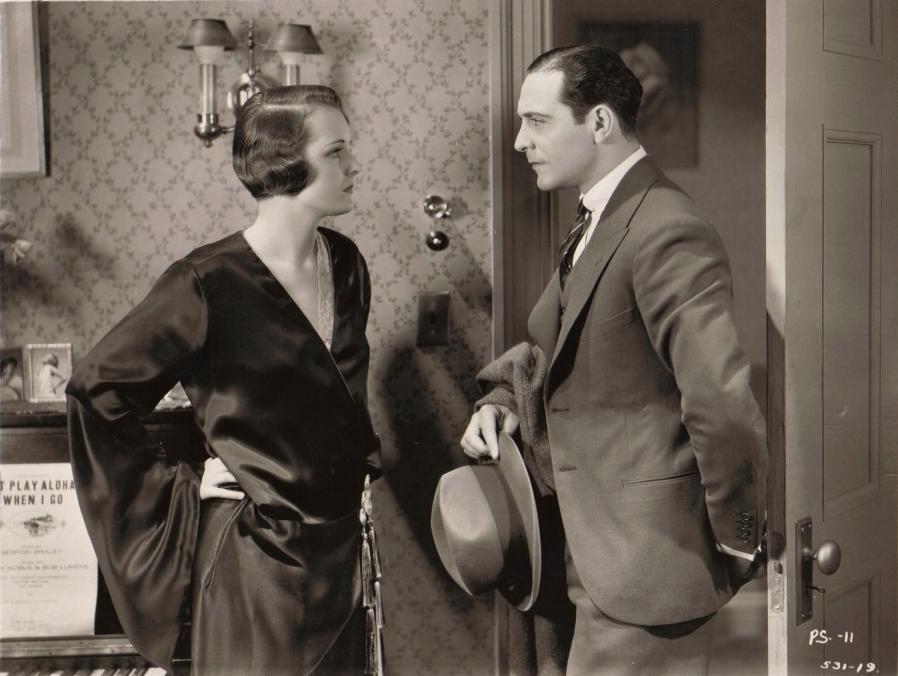
Mary Astor et Ricardo Cortez dans Behind Office Doors

Behind Office Doors est un film américain réalisé par Melville W. Brown et sorti en 1931.

## Fiche technique
- Réalisation : Melville W. Brown
- Production : RKO Pictures[1]
- Scénario :  Alan Schultz, Carey Wilson
- Photographie : J. Roy Hunt
- Montage : Archie Marshek
- Durée : 82 minutes
- Dates de sortie: 
  - États-Unis : 15 mars 1931

## Distribution
- Mary Astor : Mary Linden
- Robert Ames : James Duneen
- Ricardo Cortez : Ronnie Wales
- Catherine Dale Owen : Ellen May Robinson
- Kitty Kelly : Delores Kogan
- Edna Murphy : Daisy Presby
- Charles Sellon : John Ritter
- William Morris